# Gyöngyi
Gyöngyi est un prénom hongrois féminin.

## Origine et signification
Ce prénom vient du mot hongrois d'origine turque signifiant « perle », en hongrois : gyöngyi.
Il a donc la même signification que les prénoms Perle et Marguerite.

## Fête
En Hongrie, les Gyöngyi sont fêtées le 23 octobre,.

## Personnalités portant ce prénom
Pour l'ensemble des articles sur les personnes portant ce prénom, consulter la liste produite automatiquement : Tous les articles commençant par « Gyöngyi ».
Notamment :
- Gyöngyi Gaál (née en 1975), arbitre hongroise de football ;
- Gyöngyi Lukács (eo) ou Georgina Lukács (née en 1967), soprano hongroise ;
- Gyöngyi Szalay-Horváth (1968-2017), escrimeuse hongroise ;
- Gyöngyi Szathmáry (née en 1940), sculptrice hongroise ;
- Gyöngyi Zsolnay (it) (née en 1974), joueuse de basket-ball hongroise.